# 日本のウエスタン歌手たち
『日本のウエスタン歌手たち: 進駐軍華やかなりし頃』は、1976年にリリースされたオムニバス・アルバム。
オリジナル・チャック・ワゴン・ボーイズ、黒田美治、ウイリー沖山、ジミー時田、寺本圭一、斉藤任弘、井上高、清水和夫、大野義夫、小坂一也、ポップ上野、カントリー・オールド・スターズ、山室信一郎が参加した。

## 収録曲
Side 1
1. チャック・ワゴン・ボーイズのテーマ - Chuck Wagon Boys' Theme (Texas Steel Guitar Rag)
2. ムービン・オン - I'm Moving On
3. キャトル・コール - The Cattle Call
4. アイ・ラブ・ユー・ビコーズ - I Love You Because
5. ヘイ・ジョー - Hey Joe
6. アイ・ウォーク・ザ・ライン - I Walk the Line
7. オールド・カントリー・チャーチ - Old Country Church

Side 2
1. スローリー - Slowly
2. コロンバス・スタッケード・ブルース - Colombus Stockade Blues
3. カウライジャ - Kaw-Liga
4. テネシー・ワルツ - Tennessee Waltz
5. サン・アントニオ・ローズ - San Antonio Rose
6. リリース・ミー - Release Me
7. チャック・ワゴン・ボーイズのテーマ - Chuck Wagon Boys' Theme (Texas Steel Guitar Rag)

## パーソネル
- フィーチャリング・シンガー
  - 黒田美治 (1-2)
  - ウイリー沖山 (1-3)
  - ジミー時田 (1-4)
  - 寺本圭一 (1-5)
  - 斉藤任弘 (1-6)
  - 井上高 (1-7)
  - 清水和夫 (2-1)
  - 大野義夫 (2-2)
  - 小坂一也 (2-3)
  - ポップ上野 (2-4)
  - 山室信一郎 (2-6)
- オリジナル・チャック・ワゴン・ボーイズ (1-1, 2-7)
  - 恩田叔彦 (スティール・ギター)
  - 曽我部博士 (ギター)
  - 黒田美治 (ギター)
  - 知野光志 (ギター)
  - ラーフ・モクタディン (フィドル)
  - 井原高忠 (ベース)
- カントリー・オールド・スターズ (2-5)
  - 大森俊雄 (スティール・ギター)
  - 堀威夫 (エレクトリック・ギター)
  - 瀬谷福太郎 (エレクトリック・ギター)
  - 松本昇 (サイド・ギター)
  - 安原尚孝 (フィドル)
  - 宮城久弥 (フィドル)
  - 新井利昌 (ピアノ、アコーディオン)
  - 鳥尾敬孝 (ベース)
  - 田邊昭知 (ドラムス)
- バックバンド (1-1, 2-5, 2-7以外)
  - 原田実 (スティール・ギター)
  - 瀬谷福太郎 (エレクトリック・ギター)
  - 名倉あきら (ギター)
  - 辻田巖 (ベース)
  - 宮城久弥 (フィドル)